# Thyholm
Thyholm is een schiereiland en een voormalige gemeente in Denemarken. Het schiereiland is geografisch nu een uitloper van het (grote) eiland Vendsyssel-Thy.
De gemeente, Thyholm Kommune, bevatte naast het schiereiland ook het eiland Jegindø. Hoofdplaats van de gemeente was Hvidbjerg. Andere plaatsen zijn Lyngs, Odby, Søndbjerg en Uglev.
Bij de herindeling van 2007 werd de gemeente bij Struer gevoegd, dat werd ingedeeld bij de nieuwe regio Midden-Jutland. Thyholm is daardoor het enige deel van Vendsyssel-Thy dat niet tot de regio Noord-Jutland behoort.
De oppervlakte bedroeg 76,24 km². De gemeente telde 3577 inwoners waarvan 1797 mannen en 1780 vrouwen (cijfers 2005).
Het schiereiland is door een brug verbonden met het Jutse vasteland bij de plaats Struer. De spoorlijn van Struer naar Thisted loopt over Thyholm, met stations in Oddesund Nord, Uglev, Hvidbjerg en Lyngs.